# ロバート・スウィート (園芸家)
ロバート・スウィート（Robert Sweet、1783年 – 1835年1月20日）はイギリスの植物学者、園芸家、鳥類学者である。

## 略歴
デヴォンシャーのトーキーの近くのコッキントン（Cockington）で生まれた。16歳から庭師として働き始め、園芸商の職長や共同経営者として働いた。ストックウェルやフルハム、チェルシーの園芸商と共に働いた。1812年からチェルシーの有名な園芸商、コルヴィルス（Colvills）に雇われ、ロンドン・リンネ協会のフェローに選ばれ、1818年頃には園芸書、植物に関する書籍の執筆を始めた。
イギリスの庭園や温室で栽培されている植物に関する多くの図入りの書籍を出版した。図版は主に、王立植物園（キューガーデン）の植物画家のエドウィン・ダルトン・スミスが描いた。著書には『ロンドン郊外の庭園』（"Hortus Suburbanus Londinensis" (1818)）や『ゼラニウム』("Geraniaceae") , 『シスチネアエ』（"Cistineae"）『イギリスの園芸』（"Sweet's Hortus Britannicus" (1826–27)）などがある。
キューガーデンを批判したことがもとで、キューガーデンから植物を盗んだとして訴えられ裁判となった。世間に注目された裁判の後、無罪となった。
マメ科の属の学名、Sweetia Spreng.に献名されている。

## 著作

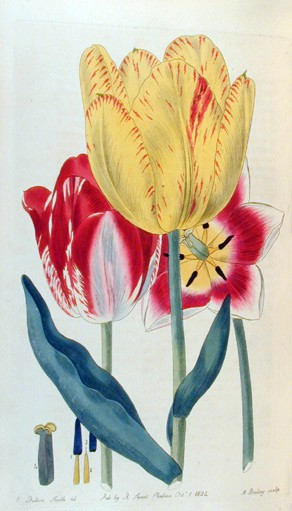
著書『イギリスの花園』"The British Flower Garden"の図版（画）E.D.スミス

- Geraniaceae, 1820–1830
- The British Flower Garden, 1823–1838
- Cistineae, 1825–1830
- Sweet's Hortus britannicus …, 1826–1827, 2. Aufl. 1830, 3. Aufl. 1839
- Flora Australasica …, 1827–1828
- The florits's guide, and cultivator's directory …, 1827–1832